# Celebophlebia
Celebophlebia is een geslacht van libellen (Odonata) uit de familie van de korenbouten (Libellulidae).

## Soorten
Celebophlebia omvat 2 soorten:
- Celebophlebia carolinae van Tol, 1987
- Celebophlebia dactylogastra Lieftinck, 1936